# Reinigungswasser

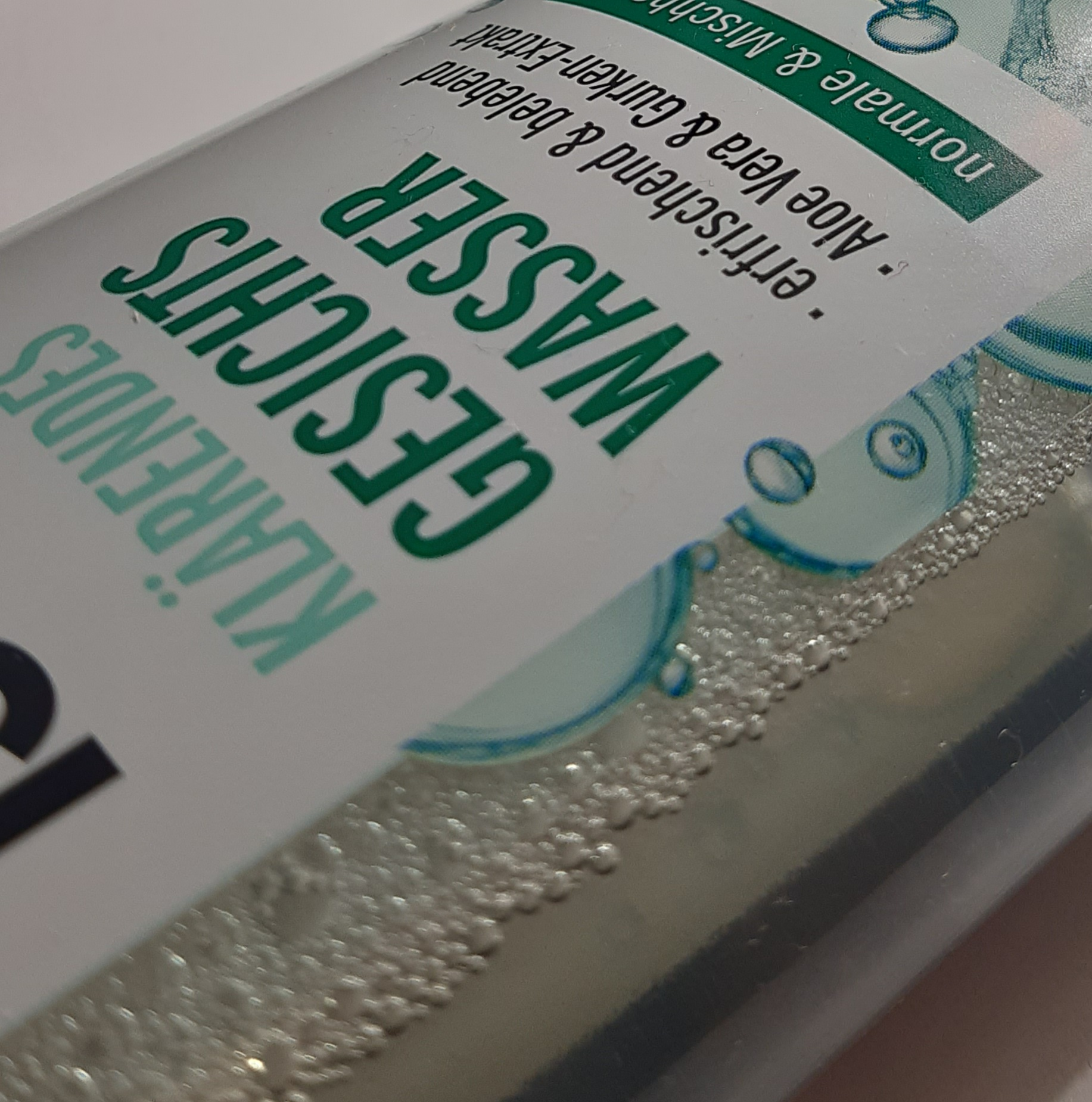
Hauptbestandteil des Reinigungswassers ist destilliertes Wasser

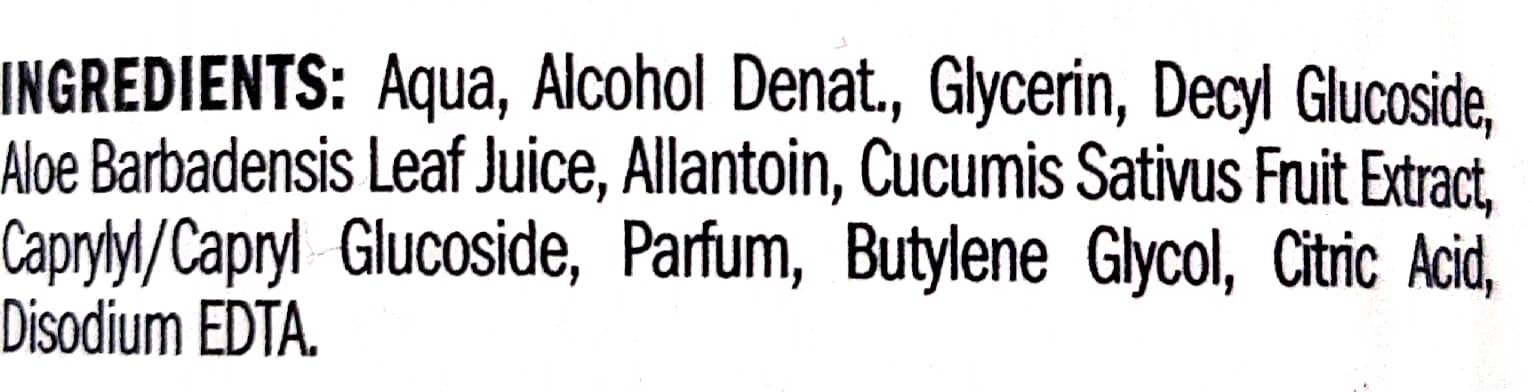
INCI-konforme Angabe der Inhaltsstoffe eines Reinigungswassers

Gesichtswasser (auch Tonic oder Toner) eignet sich zum Nachreinigen, Tonisieren und Erfrischen der Haut. Hauptbestandteil dieser Reinigungswässer ist destilliertes Wasser, welches wasserlösliche Bestandteile der Haut wie Schweiß und Schmutz entfernen soll. Entfettende und desinfizierende Produkte enthalten zwischen 20 % und 50 % Alkohol (Ethanol oder Isopropanol). Der Alkoholanteil unterstützt die Reinigungswirkung der auf der Haut verbliebenen Schmutzteilchen, wie z. B. Cremereste, Hautfett und andere fettlösliche Bestandteile. Da er auf der Haut leicht verdunstet, entzieht er der Haut Wärme (Verdunstungskälte) und wirkt so erfrischend und kühlend. Kühlende Substanzen wie Menthol oder Campher unterstützen diesen Effekt. Adstringentien wie Hamamelisextrakt (Pflanzenauszug aus der Zaubernuss), Alaun (Kaliumaluminiumsulfat) oder Säuren (Zitronen-, Milch- oder Weinsäure) wirken entquellend auf die obere Hautschicht, ziehen die Poren zusammen und machen die Haut widerstandsfähig. Es können auch entzündungshemmende, beruhigende Wirkstoffe wie Bisabolol oder Azulen aus der Kamille beigefügt sein.
Gesichtswässer sind vom pH-Wert (3–5) sauer eingestellt, um nach einer Hautwäsche den hauteigenen pH-Wert wiederherzustellen. Dann folgt das Auftragen von Pflegeprodukten.
Je nach Hauttyp und Hautzustand sollte ein entsprechendes Produkt ausgewählt werden. Eine trockene Haut zeichnet sich durch Feuchtigkeitsmangel (häufig verwechselt mit einem Mangel an Fett) aus und sollte mit alkoholarmem bzw. alkoholfreiem Reinigungswasser behandelt werden, während eine fettige Haut alkoholhaltige Gesichtswässer vertragen kann.